# Azzano Mella
Pour les articles homonymes, voir Azzano.
Azzano Mella est une commune de la province de Brescia dans la région Lombardie en Italie.

## Administration
| Période                                  | Période        | Identité            | Étiquette                   | Qualité |
| ---------------------------------------- | -------------- | ------------------- | --------------------------- | ------- |
| 7 juin 1993                              | 28 avril 1997  | Mauro Ballerini     | DC                          |         |
| 28 avril 1997                            | 30 mai 2006    | Umberto Ferrari     | CdL                         |         |
| 30 mai 2006                              | 16 mai 2011    | Franco Gaspari      | CdL                         |         |
| 16 mai 2011                              | 6 juin 2016    | Silvano Baronchelli | liste civique centre-gauche |         |
| 6 juin 2016                              | 4 octobre 2021 | Angela Pizzamiglio  | liste civique centre-droit  |         |
| 4 octobre 2021                           | En cours       | Matteo Ferrari      | liste civique centre-droit  |         |
| Les données manquantes sont à compléter. |                |                     |                             |         |

### Communes limitrophes
Capriano del Colle, Castel Mella, Dello, Lograto, Mairano, Torbole Casaglia